# Alojz Zalokar
Alojz Zalokar, slovenski zdravnik, ginekolog in porodničar, * 12. februar 1887, Velike Lašče, † 30. oktober 1944, Ljubljana.

## Življenje in delo
Zalokar je klasično gimnazijo  obiskoval v Ljubljani (1899–1905) in Trstu kjer je 1907 maturiral in nadaljeval s študijem medicine na Dunaju in 1913 doktoriral. Na dunajskih klinikah se je izpopolnjeval iz porodništva, ginekologije in kirurgije.  Marca 1918 se je preselil v Ljubljano, 1919 je bil imenovan za profesorja teoretičnega in praktičnega porodništva na babiški šoli in za primarija na ginekološko-porodniškem oddelku Splošne bolnišnice v Ljubljani, kjer je ostal do smrti. Zalokar je bil med soustanovitelji Medicinske fakultete v Ljubljani. Leta 1922 je bil imenovan za predsednika Pokrajinskega zdravstvenega sveta za Slovenijo in Istro. Med drugim je bil predsednik Slovenskega zdravniškega društva (1919, 1924 in 1941) in Jugoslovanskega združenja zdravnikov.
Dr. Zalokar je številne poljudne znanstvene prispevke objavljal v Zdravstvenem vestniku, Lječniškem vjesniku, Omladini, Misli in delu in v drugih revijah. Napisal je knjigo: O ljudskem zdravju (1918); učbenika: Predavanja o porodništvu za učenke državne babiške šole v Ljubljani (1921), Udžbenik za babice (Zagreb, 1932, s F. Durstom in M. Stajićem) in še vrsto drugih tekstov.
Njegova žena Ana je tudi bila zdravnica.